# Grand prix de l'Union de la critique de cinéma
Pour les articles homonymes, voir Grand prix.
Le grand prix de l'Union de la critique de cinéma (ou Grand Prix UCC) est une récompense cinématographique belge décernée chaque année depuis 1954 par l'Union de la critique de cinéma (UCC), qui décerne également le prix André-Cavens pour le meilleur film belge. Le grand prix de l’UCC récompense, parmi ceux sortis l’année précédente en Belgique, le film ayant le plus contribué à l’enrichissement et au rayonnement du septième art. 
Fin décembre, tous les membres de l'UCC sont amenés à émettre leur top 10 de l'année. Le film arrivé en tête du classement général se voit automatiquement qualifié pour la finale. Quatre autres finalistes restent à pourvoir parmi les films classés dans les 20 premiers du classement général et sont désignés au cours de débats entre les membres et de votes successifs. C'est donc parmi ces cinq films finalistes (qui furent exceptionnellement au nombre de six en 1958) que sera désigné le grand prix de l'UCC début janvier, au terme de nouveaux débats et de votes successifs entre les membres réunis.

## Palmarès

### Années 1950
- 1955 : Le Carrousel fantastique (Carosello napolitano) d'Ettore Giannini
  - Les Enfants d'Hiroshima de Kaneto Shindō
  - The Wild One de László Benedek
  - Sur les quais d'Elia Kazan
  - Le Petit Fugitif de Raymond Abrashkin, Ruth Orkin et Morris Engel

- 1956 : Des enfants, des mères et un général (Kinder, Mütter und ein General) de László Benedek
  - La strada de Federico Fellini
  - Un homme est passé de John Sturges
  - Les Grandes Manœuvres de René Clair
  - Graine de violence de Richard Brooks

- 1957 : Picnic de Joshua Logan
  - Richard III de Laurence Olivier
  - Le Sel de la terre de Herbert J. Biberman
  - Sourires d'une nuit d'été d'Ingmar Bergman
  - Grand-rue de Juan Antonio Bardem

- 1958 : Douze hommes en colère (12 Angry Men) de Sidney Lumet
  - Cote 465 de Anthony Mann
  - La Nuit des forains d'Ingmar Bergman
  - L'Ultime Razzia de Stanley Kubrick
  - Les Nuits de Cabiria de Federico Fellini
  - Un condamné à mort s'est échappé de Robert Bresson

- 1959 : Les Sentiers de la gloire (Paths of Glory) de Stanley Kubrick
  - Vivre de Akira Kurosawa
  - L'Ogre d'Athènes de Níkos Koúndouros
  - La Déesse de John Cromwell
  - Ivan le Terrible de Sergueï Eisenstein

### Années 1960
- 1960 : Hiroshima mon amour d'Alain Resnais
  - Les Fraises sauvages d' Ingmar Bergman
  - Certains l'aiment chaud de Billy Wilder
  - Le Cri de Michelangelo Antonioni
  - Piège à loup (film) de Jiří Weiss

- 1961 : Le Gaucher (The Left Handed Gun) d'Arthur Penn
  - À bout de souffle de Jean-Luc Godard
  - Cendres et Diamant de Andrzej Wajda
  - Spartacus de Stanley Kubrick
  - Moderato Cantabile de Peter Brook

- 1962 : Viridiana de Luis Buñuel
  - L'avventura de Michelangelo Antonioni
  - Zazie dans le métro de Louis Malle
  - Shadows de John Cassavetes
  - L'année dernière à Marienbad d' Alain Resnais

- 1963 : Miracle en Alabama (The Miracle Worker) d'Arthur Penn
  - Cléo de 5 à 7 d' Agnès Varda
  - Jules et Jim de François Truffaut
  - West Side Story de Jerome Robbins et Robert Wise
  - Un goût de miel de Tony Richardson

- 1964 : Coups de feu dans la Sierra (Ride the High Country) de Sam Peckinpah
  - Le Guépard de Luchino Visconti
  - Le Combat dans l'île d' Alain Cavalier
  - Électre de Michael Cacoyannis
  - Huit et demi de Federico Fellini

- 1965 : Docteur Folamour (Dr Strangelove or: How I Learned to Stop Worrying and Love the Bomb) de Stanley Kubrick
  - David et Lisa de Frank Perry
  - La Peau douce de François Truffaut
  - Main basse sur la ville de Francesco Rosi
  - The Servant de Joseph Losey

- 1966 : Le Knack... et comment l'avoir (The Knack ...and How to Get It) de Richard Lester
  - Quatre Heures du matin (Four in the Morning) de Anthony Simmons
  - Le Prix d'un homme de Lindsay Anderson
  - La Passagère de Andrzej Munk
  - Le Moment de la vérité de Francesco Rosi

- 1967 : La Femme des sables (Suna no onna) de Hiroshi Teshigahara
  - Les Amours d'une blonde de Miloš Forman
  - Es (film) de Ulrich Schamoni
  - Les Chevaux de feu de Sergueï Paradjanov
  - Qui êtes-vous, Polly Maggoo ? de William Klein

- 1968 : Accident de Joseph Losey
  - Elvira Madigan de Bo Widerberg
  - Privilège de Peter Watkins
  - L'Homme au crâne rasé de André Delvaux
  - La Persécution et l'Assassinat de Jean-Paul Marat représentés par le groupe théâtral de l'hospice de Charenton sous la direction de Monsieur de Sade de Peter Brook

- 1969 : Les Petites Marguerites (Sedmikrásky) de Věra Chytilová
  - Le Lauréat de Mike Nichols
  - Baisers volés de François Truffaut
  - Bonnie et Clyde de Arthur Penn
  - Charlie Bubbles de Albert Finney

### Années 1970
- 1970 : Ådalen '31 de Bo Widerberg
  - Ma nuit chez Maud de Éric Rohmer
  - Yellow Submarine de George Dunning
  - La Charge de la brigade légère de Tony Richardson
  - Rachel, Rachel de Paul Newman

- 1971 : On achève bien les chevaux (They Shoot Horses, Don't They?) de Sydney Pollack
  - Enquête sur un citoyen au-dessus de tout soupçon de Elio Petri
  - La Bataille d'Alger de Gillo Pontecorvo
  - Kes de Ken Loach
  - Scènes de chasse en Bavière de Peter Fleischmann

- 1972 : Le Conformiste (il Conformista) de Bernardo Bertolucci
  - Taking Off de Miloš Forman
  - Ostia de Sergio Citti
  - Cinq pièces faciles de Bob Rafelson
  - Lucky Luke de René Goscinny et Morris

- 1973 : Cabaret de Bob Fosse
  - Abattoir 5 de George Roy Hill
  - Délivrance de John Boorman
  - L'Affaire Mattei de Francesco Rosi
  - La Salamandre de Alain Tanner

- 1974 : La Dernière Chance (Fat City) de John Huston
  - Dillinger est mort de Marco Ferreri
  - La Fête à Jules de Benoît Lamy
  - L'Invitation de Claude Goretta
  - La Dernière Séance de Peter Bogdanovich

- 1975 : Un vrai crime d'amour (Delitto d'amore) de Luigi Comencini
  - Au nom du père de Marco Bellocchio
  - Camera Sutra de Robbe De Hert
  - Illumination de Krzysztof Zanussi
  - Le Privé de Robert Altman

- 1976 : Aguirre, la colère de Dieu (Aguirre, der Zorn Gottes) de Werner Herzog
  - A Bigger Splash de Jack Hazan
  - Ludwig, requiem pour un roi vierge de Hans-Jürgen Syberberg
  - Les Ordres de Michel Brault
  - Le fils d'Amr est mort de Jean-Jacques Andrien

- 1977 : Une femme sous influence (A Woman Under the Influence) de John Cassavetes
  - Cadavres exquis (Cadaveri eccellenti) de Francesco Rosi
  - Nashville de Robert Altman
  - La Marquise d'O... d'Éric Rohmer
  - 1900 (Novecento) de Bernardo Bertolucci

- 1978 : Dodes'kaden (Dodesukaden) d'Akira Kurosawa
  - Annie Hall de Woody Allen
  - Le Droit du plus fort de Rainer Werner Fassbinder
  - Padre padrone de Paolo Taviani et Vittorio Taviani
  - Une journée particulière de Ettore Scola

- 1979 : Harlan County, U.S.A. de Barbara Kopple
  - Un mariage de Robert Altman
  - L'Arbre aux sabots de Ermanno Olmi
  - Les Rendez-vous d'Anna de Chantal Akerman
  - Pain et Chocolat de Franco Brusati

### Années 1980
- 1980 : Newsfront de Phillip Noyce
  - Manhattan de Woody Allen
  - La Victoire en chantant de Jean-Jacques Annaud
  - L'Homme de marbre d'Andrzej Wajda
  - Le Miroir d'Andreï Tarkovski

- 1981 : Le Troupeau (Sürü) de Zeki Ökten
  - La Balade sauvage de Terrence Malick
  - Le Mariage de Maria Braun de Rainer Werner Fassbinder
  - Best Boy d'Ira Wohl
  - Extérieur, nuit de Jacques Bral

- 1982 : Elephant Man (The Elephant Man) de David Lynch
  - Eugenio de Luigi Comencini
  - La Femme de l'aviateur de Éric Rohmer
  - Rude Boy de Jack Hazan et David Mingay
  - Trois Frères (Tre fratelli) de Francesco Rosi

- 1983 : Cutter's Way d'Ivan Passer
  - Victor Victoria de Blake Edwards
  - Une chambre en ville de Jacques Demy
  - L'État des choses (Der Stand der Dinge) de Wim Wenders
  - La Maîtresse du lieutenant français (The French Lieutenant's Woman) de Karel Reisz

- 1984 : Zelig de Woody Allen
  - Local Hero de Bill Forsyth
  - Corps à coeur de Paul Vecchiali
  - Le Monde selon Garp de George Roy Hill
  - Coup de cœur de Francis Ford Coppola

- 1985 : Meurtre dans un jardin anglais (The Draughtsman's Contract) de Peter Greenaway
  - Maria's Lovers d'Andreï Kontchalovski
  - Rusty James (Rumble Fish) de Francis Ford Coppola
  - Notre histoire de Bertrand Blier
  - L'Étoffe des héros (The Right Stuff) de Philip Kaufman

- 1986 : Stranger Than Paradise de Jim Jarmusch
  - Brazil de Terry Gilliam
  - L'Année du dragon de Michael Cimino
  - Le Baiser de la femme araignée d'Héctor Babenco
  - Stop Making Sense de Jonathan Demme

- 1987 : L'Âme-sœur (Höhenfeuer) de Fredi Murer
  - My Beautiful Laundrette de Stephen Frears
  - After Hours de Martin Scorsese
  - Mona Lisa de Neil Jordan
  - Sang pour sang de Joel Coen

- 1988 : Les Ailes du désir (Der Himmel über Berlin) de Wim Wenders
  - Prick Up Your Ears de Stephen Frears
  - Noce en Galilée de Michel Khleifi
  - Au revoir les enfants de Louis Malle
  - La Mouche de David Cronenberg

- 1989 : Bird de Clint Eastwood
  - Engrenages (House of Games) de David Mamet
  - Hope and Glory de John Boorman
  - Le Festin de Babette (Babettes Gæstebud) de Gabriel Axel
  - Longue vie à la signora (Lunga vita alla signora!) d'Ermanno Olmi

### Années 1990
- 1990 : Distant Voices, Still Lives de Terence Davies
  - Do the Right Thing de Spike Lee
  - Faux-semblants de David Cronenberg
  - Tucker de Francis Ford Coppola
  - Pluie noire de Shōhei Imamura

- 1991 : Brève histoire d'amour de Krzysztof Kieślowski
  - Bouge pas, meurs, ressuscite de Vitali Kanevsky
  - Le Mari de la coiffeuse de Patrice Leconte
  - Roger et moi de Michael Moore
  - Sailor et Lula de David Lynch

- 1992 : Un ange à ma table de Jane Campion
  - Barton Fink de Joel et Ethan Coen
  - Delicatessen de Marc Caro et Jean-Pierre Jeunet
  - Le Silence des agneaux de Jonathan Demme
  - Miller's Crossing de Joel et Ethan Coen

- 1993 : Épouses et Concubines de Zhang Yimou
  - Les Enfants volés de Gianni Amelio
  - Jacquot de Nantes de Agnès Varda
  - Riff-Raff de Ken Loach
  - Trust Me de Hal Hartley

- 1994 : Raining Stones de Ken Loach
  - City of Hope de John Sayles
  - Naked de Mike Leigh
  - Reservoir Dogs de Quentin Tarantino
  - Un faux mouvement de Carl Franklin

- 1995 : Exotica de Atom Egoyan
  - Gilbert Grape de Lasse Hallström
  - Journal intime de Nanni Moretti
  - Pulp Fiction de Quentin Tarantino
  - Ruby in Paradise de Victor Nuñez

- 1996 : Little Odessa de James Gray
  - Before the Rain de Milcho Manchevski
  - Créatures célestes de Peter Jackson
  - Ed Wood de Tim Burton
  - L'Âme des guerriers de Lee Tamahori

- 1997 : Au loin s'en vont les nuages d'Aki Kaurismäki
  - Bound d'Andy et Larry Wachowski
  - Crash de David Cronenberg
  - Fargo de Joel et Ethan Coen
  - La Promesse des Frères Dardenne

- 1998 : Lone Star de John Sayles
  - La Vie de Jésus de Bruno Dumont
  - Lost Highway de David Lynch
  - The Full Monty de Peter Cattaneo
  - When We Were Kings de Leon Gast

- 1999 : Hana-bi de Takeshi Kitano
  - Dieu seul me voit (Versailles-Chantiers) de Bruno Podalydès
  - Jackie Brown de Quentin Tarantino
  - Le Général de John Boorman
  - The Big Lebowski de Joel et Ethan Coen

### Années 2000
- 2000 : Festen de Thomas Vinterberg
  - Cours, Lola, cours de Tom Tykwer
  - Ghost Dog : La Voie du samouraï de Jim Jarmusch
  - Happiness de Todd Solondz
  - Le vent nous emportera d'Abbas Kiarostami

- 2001 : In the Mood for Love de Wong Kar-wai
  - American Beauty de Sam Mendes
  - La Vierge des tueurs de Barbet Schroeder
  - Princesse Mononoké de Hayao Miyazaki
  - Suzhou River de Lou Ye

- 2002 : Amours chiennes d'Alejandro González Iñárritu
  - Les Glaneurs et la Glaneuse d'Agnès Varda
  - Memento de Christopher Nolan
  - The Pledge de Sean Penn
  - Yi Yi d'Edward Yang

- 2003 : Ivre de femmes et de peinture d'Im Kwon-taek
  - Bowling for Columbine de Michael Moore
  - Ghost World de Terry Zwigoff
  - Hop de Dominique Standaert
  - Lantana de Ray Lawrence

- 2004 : Nos meilleures années de Marco Tullio Giordana
  - Adaptation de Spike Jonze
  - Le Voyage de Chihiro de Hayao Miyazaki
  - Punch-Drunk Love de Paul Thomas Anderson
  - Un Américain bien tranquille de Phillip Noyce

- 2005 : Old Boy de Park Chan-wook
  - American Splendor de Shari Springer Berman et Robert Pulcini
  - Eternal Sunshine of the Spotless Mind de Michel Gondry
  - Infernal Affairs d'Andrew Lau et Alan Mak
  - Lost in Translation de Sofia Coppola

- 2006 : Locataires de Kim Ki-duk
  - A History of Violence de David Cronenberg
  - Mar adentro d'Alejandro Amenabar
  - Sideways d'Alexander Payne
  - Trois enterrements de Tommy Lee Jones

- 2007 : Syriana de Stephen Gaghan
  - La Saveur de la pastèque de Tsai Ming-liang
  - La Tourneuse de pages de Denis Dercourt
  - Le Labyrinthe de Pan de Guillermo del Toro
  - Les Berkman se séparent de Noah Baumbach

- 2008 : De l'autre côté de Fatih Akin
  - 12 h 08 à l'est de Bucarest de Corneliu Porumboiu
  - La Cité interdite de Zhang Yimou
  - Le Scaphandre et le Papillon de Julian Schnabel
  - The Host de Bong Joon-ho

- 2009 : Hunger de Steve McQueen
  - 7 h 58 ce samedi-là (Before the Devil Knows You're Dead) de Sidney Lumet
  - Gomorra de Matteo Garrone
  - There Will Be Blood de Paul Thomas Anderson
  - Two Lovers de James Gray

### Années 2010
- 2010 : Antichrist de Lars von Trier
  - Fish Tank d'Andrea Arnold
  - Il divo de Paolo Sorrentino
  - Still Walking (Aruitemo aruitemo) de Hirokazu Kore-eda
  - Un prophète de Jacques Audiard

- 2011 : A Single Man de Tom Ford
  - Another Year de Mike Leigh
  - Fantastic Mr. Fox de Wes Anderson
  - Mother (Madeo) de Bong Joon-ho
  - Poetry (Si) de Lee Chang-dong

- 2012 : The Artist de Michel Hazanavicius
  - Drive de Nicolas Winding Refn
  - Essential Killing de Jerzy Skolimowski
  - Une séparation (Djodāï-yé Nāder az Simin) d'Asghar Farhadi
  - Winter's Bone de Debra Granik

- 2013 : Les Bêtes du sud sauvage (Beasts of the Southern Wild) de Benh Zeitlin
  - Ernest et Célestine de Benjamin Renner, Vincent Patar et Stéphane Aubier
  - Killer Joe de William Friedkin
  - Take Shelter de Jeff Nichols
  - Shame de Steve McQueen

- 2014 : Mud : Sur les rives du Mississippi (Mud) de Jeff Nichols
  - La Vie d'Adèle : Chapitres 1 et 2 d'Abdellatif Kechiche
  - La grande bellezza de Paolo Sorrentino
  - Spring Breakers de Harmony Korine
  - Oh Boy de Jan-Ole Gerster

- 2015 : Timbuktu d'Abderrahmane Sissako
  - Chemin de croix (Kreuzweg) de Dietrich Brüggemann
  - Boyhood de Richard Linklater
  - Le Procès de Viviane Amsalem (Gett) de Ronit Elkabetz et Shlomi Elkabetz
  - The Grand Budapest Hotel de Wes Anderson

- 2016 : Le Fils de Saul (Saul fia) de László Nemes[1]
  - The Lobster de Yórgos Lánthimos
  - Mad Max: Fury Road de George Miller
  - Mustang de Deniz Gamze Ergüven
  - Whiplash de Damien Chazelle

- 2017 : Carol de Todd Haynes[2]
  - Paterson de Jim Jarmusch
  - Comancheria de David Mackenzie
  - Frantz de François Ozon
  - Truman de Cesc Gay

- 2018 : Faute d'amour de Andreï Zviaguintsev
  - Une femme fantastique de Sebastián Lelio 
  - Get Out de Jordan Peele
  - Lady Macbeth de William Oldroyd
  - Manchester by the Sea de Kenneth Lonergan

- 2019 : Cold War de Paweł Pawlikowski
  - The Florida Project de Sean Baker
  - Three Billboards : Les Panneaux de la vengeance de Martin McDonagh
  - Roma de Alfonso Cuarón
  - Woman at War de Benedikt Erlingsson

### Années 2020
- 2020 : L'Œuvre sans auteur (Werk ohne Autor) de Florian Henckel von Donnersmarck[3]
  - Joker de Todd Phillips
  - Marriage Story de Noah Baumbach
  - Les Misérables de Ladj Ly
  - Parasite de Bong Joon-ho

- 2021 : 1917 (film) de Sam Mendes
  - La Llorona de Jayro Bustamante
  - Une vie cachée de Terrence Malick
  - Jojo Rabbit de Taika Waititi
  - Les Filles du docteur March de Greta Gerwig

- 2022 : Julie (en 12 chapitres) (Verdens verste menneske) de Joachim Trier
  - Chers Camarades ! de Andreï Kontchalovski
  - Josep de Aurel
  - Nomadland de Chloé Zhao
  - The Power of the Dog de Jane Campion

- 2023 : Vortex de Gaspar Noé
  - Close de Lukas Dhont
  - Drive My Car de Ryūsuke Hamaguchi
  - Eo de Jerzy Skolimowski
  - Sans filtre de Ruben Östlund

- 2024 : The Quiet Girl de Colm Bairéad
  - Anatomie d'une chute de Justine Triet
  - Babylon de Damien Chazelle
  - Le Bleu du caftan de Maryam Touzani
  - Perfect Days de Wim Wenders

- 2025 : La Zone d'intérêt (The Zone of Interest) de Jonathan Glazer
  -  Emilia Pérez de Jacques Audiard
  -  La Salle des profs (Das Lehrerzimmer) de İlker Çatak
  -  Love Lies Bleeding de Rose Glass
  -  Pauvres Créatures (Poor Things) de Yórgos Lánthimos

## Commentaires
- Depuis la création du grand prix en 1955, seuls deux réalisateurs l'ont obtenu à deux reprises : Stanley Kubrick (en 1959 et 1965) et Arthur Penn (en 1961 et 1963).

- Plusieurs réalisateurs ont eu à plusieurs reprises un film finaliste du grand prix, sans jamais remporter celui-ci : François Truffaut, Federico Fellini, Agnès Varda, Francis Ford Coppola, Ingmar Bergman,  Robert Altman, Éric Rohmer, John Boorman, Quentin Tarantino (3 fois); David Cronenberg (4 fois); Francesco Rosi, Joel et Ethan Coen (5 fois).

- Joel et Ethan Coen sont également les seuls réalisateurs à avoir eu deux films finalistes la même année : Barton Fink et Miller's Crossing (en 1992).

- Cinq films sont désignés finalistes chaque année, mais ils furent exceptionnellement au nombre de six en 1958 : Douze hommes en colère, de Sidney Lumet, fut proposé comme 6e finaliste le jour du grand prix (4 janvier 1958), car le film était sorti en salles 2 jours entiers en 1957 et était donc éligible. La proposition fut acceptée et Douze hommes en colère remporta le grand prix cette année-là.

- En raison de la pandémie de coronavirus et de l'interdiction des rassemblements, les membres de l'UCC n'ont pas pu se réunir au début du mois de janvier 2021 pour élire leur Grand Prix parmi cinq finalistes désignés au préalable. Le Président de l'UCC s'est donc basé sur le classement général établi en décembre 2020 pour désigner le Grand Prix et les 4 autres films "finalistes" par défaut. C'est la première fois depuis la création de l'UCC en 1954 que cette situation s'est présentée.